# 凯夫因罗克
凯夫因罗克是位於美國伊利諾伊州哈丁縣的一個村落。

## 地理
凯夫因罗克的座標為37°28′12″N 88°09′59″W / 37.47000°N 88.16639°W，而該地最高點為海拔高度116米（即381英尺）。

## 人口
根據2010年美國人口普查的數據，凯夫因罗克的面積為1.10平方千米，當中陸地面積為0.97平方千米，而水域面積為0.13平方千米。當地共有人口318人，而人口密度為每平方千米289人。